# En colère
Albums de Abeti Masikini
Je Suis Fâché
(1986) Scandale De Jalousie (maxi 45 tours)
(1988)
En Colère est un album 33 tours (LP) de l'auteure-compositrice-interprète congolaise Abeti Masikini. Il a été publié durant le premier trimestre de l'année 1987 en France par Bade Star Music sous la référence AM 035. 
L'album talonna dans les ventes Je Suis Fâché mais ne fit pas un disque d'or. Il reçut comme récompense un Maracas d'or en 1988[réf. souhaitée]. 

## Description
Le tube de cet album est la chanson Scandale de Jalousie qui rencontra un grand succès en Afrique de l'Ouest et aux Antilles. Cette chanson raconte avec humour la jalousie que manifeste certains individus à l'égard des autres. 
Abeti Masikini lance sur cet album le « soukous parfumé », un soukous métissé mêlant les tendances musicales en vogue à cette période : rumba congolaise, zouk, afrobeat et makossa. L'une des particularités de ce 33 tours est qu'il compte une version instrumentale de la chanson Scandale De Jalousie. C'est la première fois que sur un disque d'Abeti figure une telle version. D'ailleurs, la chanson connaitra une troisième version en 1988 sur le maxi 45 tours Scandale De Jalousie (LAB, référence:LAB 101). 
Les autres chansons de l'album sont Kimbe Red Pa Moli et Tu es méchant. Ces deux titres constituent l'autre particularité de ce disque. Kimbe Red Pa Moli est chantée en créole et Tu Es Méchant en fang (langue parlée notamment au Cameroun), en français et en lingala.

## Liste des titres
- Face A
  - Scandale De Jalousie (Abeti Masikini)
  - Kimbe Red Pa Moli (Abeti- Moise Thezenas)

- Face B
  - Tu Es Méchant (Georges Seba)
  - Scandale De jalousie (version instrumentale)

## Équipe technique
- Arrangements : Georges Seba (B1), Lokassa Ya M'bongo, Abeti

- Lead vocal : Abeti

- Chœurs : Georges Seba, Marilou Seba, Dada Hekimian, Ballou Canta

- Basse : Michel Alibo

- Guitare : Dally Kimoko, Rigo Star

- Trompette, saxophone : Alain Hatot, Eric jeanserran, Bolo

- Percussion : Komba Below, Ateba

- Producteur : Gerard Akueson

- Synthétiseur : Phillipe Guez